# گورستان بیدزرد
قبرستان بیدزرد مربوط به دوره قاجار است و در شهرستان شیراز، بخش مرکزی، دهستان بیدزرد، روستای بید زرد سفلی، جنب کاروانسرای شاه عباسی واقع شده و این اثر در تاریخ ۲۸ شهریور ۱۳۸۶ با شمارهٔ ثبت ۱۹۷۰۵ به‌عنوان یکی از آثار ملی ایران به ثبت رسیده است.